# Carrie Vaughn
Pour les articles homonymes, voir Vaughn.
Œuvres principales
- Série Kitty Norville

Carrie Vaughn, née le 28 janvier 1973 à Sacramento en Californie, est une écrivaine américaine de fantasy et de science-fiction. Elle a collaboré à plusieurs reprises avec George R. R. Martin et Gardner R. Dozois, notamment pour les anthologies Wild Cards, Dangerous Women et Vauriens.

## Œuvres

### SérieKitty Norville
1. Kitty et les Ondes de minuit, Pygmalion, 2010 ((en) Kitty and the Midnight Hour, 2005)
2. Kitty au Capitole, Pygmalion, 2011 ((en) Kitty Goes to Washington, 2006)
3. Vacances sanglantes, Pygmalion, 2011 ((en) Kitty Takes a Holiday, 2007)
4. (en) Kitty and the Silver Bullet, 2008
5. (en) Kitty and the Dead Man's Hand, 2009
6. (en) Kitty Raises Hell, 2009
7. (en) Kitty's House of Horrors, 2010
8. (en) Kitty Goes to War, 2010
9. (en) Kitty's Big Trouble, 2011
10. (en) Kitty Steals the Show, 2012
11. (en) Kitty Rocks the House, 2013
12. (en) Kitty in the Underworld, 2013
13. (en) Low Midnight, 2014
14. (en) Kitty Saves the World, 2015
15. (en) The Immortal Conquistador, 2020

- (en) Kitty's Mix-Tape, 2020, recueil de nouvelles

### SérieGolden Age
1. (en) After the Golden Age, 2011
2. (en) Dreams of the Golden Age, 2014

### SérieBannerless
1. (en) Bannerless, 2017Prix Philip-K.-Dick 2018
2. (en) The Wild Dead, 2018

### SérieRobin Hood
1. (en) The Ghosts of Sherwood, 2020
2. (en) The Heirs of Locksley, 2020

### SérieThe Naturalist Society
1. (en) The Naturalist Society, 2024

### SérieWild Cards
1. Wild Cards, J'ai lu, coll. Nouveaux Millénaires, 2014 ((en) Wild Cards, 1987)Anthologie de nouvelles écrites avec Edward Bryant, Michael Cassutt, Leanne C. Harper, Stephen Leigh, David D. Levine, George R. R. Martin, Victor Milán, John J. Miller, Lewis Shiner, Melinda Snodgrass, Howard Waldrop, Walter Jon Williams et Roger Zelazny
2. Aces Abroad, J'ai lu, coll. Nouveaux Millénaires, 2015 ((en) Aces Abroad, 1988)Anthologie de nouvelles écrites avec Edward Bryant, Michael Cassutt, Gail Gerstner-Miller, Leanne C. Harper, Stephen Leigh, George R. R. Martin, Victor Milán, John J. Miller, Kevin Andrew Murphy (en), Lewis Shiner, Walton Simons (en) et Melinda Snodgrass
3. One-Eyed Jacks, J'ai lu, coll. « Nouveaux Millénaires », 2019 ((en) One-Eyed Jacks, 1991)Anthologie de nouvelles écrites avec Chris Claremont, Stephen Leigh, Victor Milán, John J. Miller, Kevin Andrew Murphy (en), Lewis Shiner, Walton Simons (en), Melinda Snodgrass et William F. Wu
4. (en) Inside Straight, 2008Anthologie de nouvelles écrites avec Daniel Abraham, Michael Cassutt, Stephen Leigh, George R. R. Martin, John J. Miller, Melinda Snodgrass, Caroline Spector et Ian Tregillis
5. (en) Busted Flush, 2008Anthologie de nouvelles écrites avec Stephen Leigh, Victor Milán, John J. Miller, Kevin Andrew Murphy (en), Walton Simons (en), Melinda Snodgrass, Caroline Spector et Ian Tregillis
6. (en) Lowball, 2014Anthologie de nouvelles écrites avec Michael Cassutt, David Anthony Durham, David D. Levine, Mary Anne Mohanraj, Melinda Snodgrass, Ian Tregillis et Walter Jon Williams
7. (en) Mississippi Roll, 2017Anthologie de nouvelles écrites avec Stephen Leigh, David D. Levine, John J. Miller, Kevin Andrew Murphy (en) et Cherie Priest
8. (en) Full House, 2022Anthologie de nouvelles écrites avec Daniel Abraham, Paul Cornell, Marko Kloos (en), Stephen Leigh, David D. Levine, Victor Milán, Melinda Snodgrass, Caroline Spector et Walter Jon Williams
9. (en) Sleeper Straddle, 2024Roman coécrit avec Max Gladstone, Stephen Leigh, Mary Anne Mohanraj, Cherie Priest, Christopher Rowe, Walter Jon Williams et William F. Wu

### Romans indépendants
- (en) Voices of Dragons, 2010
- (en) Discord's Apple, 2010
- (en) Steel, 2011
- (en) Martians Abroad, 2017

### Recueil de nouvelles indépendants
- (en) Straying From the Path, 2011
- (en) Amaryllis and Other Stories, 2016

### Nouvelles traduites en français
- La Fille fantôme à Manhattan, 2014 ((en) Ghost Girl Takes Manhattan, 2010)Publiée dans l'anthologie Wild Cards, J'ai lu, coll. « Nouveaux Millénaires »
- Raisa Stepanova, 2017 ((en) Raisa Stepanova, 2013)Publiée dans l'anthologie Dangerous Women, J'ai lu
- Les Années folles, 2018 ((en) The Roaring Twenties, 2014)Publiée dans l'anthologie Vauriens, Pygmalion
- C'est toujours le printemps à Prague, 2015 ((en) Always Spring in Prague, 2015)Publiée dans l'anthologie Aces Abroad, J'ai lu, coll. « Nouveaux Millénaires »